# 狮门娱乐天地
狮门娱乐天地（英语：Lionsgate Entertainment World）是位于中国横琴岛「创新方」的主题公园，亦是亚洲首座电影主题室内互动体验场馆。狮门娱乐天地于 2019 年 7 月 31 日开放，是第一个狮门娱乐的主题公园。

## 简介
2016 年 11 月，狮门影业宣布将其品牌扩展到主题公园世界，聘请 Thinkwell 集团领导位于中国的新主题公园的设计元素。室内主题公园原定于 2018 年开放，占地 237,000 平方英尺。 占地 5 英亩半的室内主题公园宣布将开放，拥有 30 多个景点，这些景点包含《飢餓遊戲》、《吸血新世紀》、《分歧者》、《非常盜》、《埃及神戰》及《逃亡大計》等热门特许经营权。

## 游乐设施
- 饥饿游戏：极速追击（《飢餓遊戲》）
- 暮光之城：午夜追逐（《吸血新世紀》）
- 暮光之城：贝拉探秘（《吸血新世紀》）
- 神战：权力之眼 - 永恒之战（《荷魯斯之眼：王者爭霸》）
- 金蝉脱壳：逃脱计划（《逃亡大計》）
- 分歧者：深谷勇者挑战（《分歧者》）

## 外部连结
- 官方网站